# Grand Prix automobile des Pays-Bas 2021
GP précédent GP suivant
Le Grand Prix automobile des Pays-Bas 2021 (Formula 1 Heineken Dutch Grand Prix 2021), disputé le 5 septembre 2021 sur le circuit de Zandvoort, est la 1048e épreuve du championnat du monde de Formule 1 courue depuis 1950.  Il s'agit de la 32e édition du Grand Prix des Pays-Bas comptant pour le championnat du monde de Formule 1, la première en 36 ans puisque la Formule 1 n'y est pas revenue  depuis 1985, et de la treizième manche du championnat 2021. 
Le circuit de Zandvoort est rénové pour le retour de la Formule 1 en 2021 après une dernière édition remporté par Niki Lauda sur McLaren le 25 août 1985. Le banking du virage « Tarzan » a notamment été relevé pour porter son inclinaison à 18°, à la façon de celui de l'Indianapolis Motor Speedway. Le Grand Prix devait faire son retour au calendrier en 2020 mais a été annulé dans le contexte de la pandémie de Covid-19, les responsables du circuit ne souhaitant pas une édition à huis clos.
Devant ses dizaines de milliers de supporters de l'Oranje Army qui garnissent les tribunes du circuit tracé dans les dunes au bord de la mer du Nord, Max Verstappen obtient sa septième pole position de la saison et la dixième de sa carrière. Creusant un écart important lors de sa première tentative en Q3, il manque de se faire souffler la position de pointe par Lewis Hamilton lorsque son aileron arrière mobile ne s'ouvre pas dans la dernière ligne droite à la fin de son deuxième tour rapide. Il devance néanmoins son rival de 38 millièmes de secondes, provoquant une ovation de soulagement de la foule. Valtteri Bottas, auteur du troisième temps, part en deuxième ligne devant Pierre Gasly, plus rapide que les pilotes Ferrari et qui se qualifie dans le « top 6 » pour la dixième fois en treize courses cette saison. Charles Leclerc est suivi par Carlos Sainz Jr. (malgré une monoplace très endommagée après son accident des essais libres) sur la troisième ligne. Septième, Antonio Giovinazzi réalise la meilleure qualification de sa carrière et part en quatrième ligne, accompagné par Esteban Ocon. Fernando Alonso et Daniel Ricciardo sont en cinquième ligne ; son coéquipier Lando Norris n'a pas dépassé la Q2 et Sergio Pérez s'est retrouvé piégé en Q1. Kimi Räikkönen, testé positif au Covid-19, quitte le circuit avant la dernière séance d'essais ; Robert Kubica le remplace au volant de l'Alfa Romeo C41 et se qualifie en dix-huitième position.
Max Verstappen s'impose pour la septième fois de la saison, et la dix-septième fois de sa carrière, au terme d'une course où l'écurie Mercedes a tout tenté pour contrecarrer ses plans. Par deux fois, au vingt-et-unième et au trente-neuvième tour, Lewis Hamilton essaye de réaliser l'undercut mais Red Bull couvre parfaitement cette stratégie en arrêtant son pilote dans la foulée, alors que Valtteri Bottas est maintenu en piste après les premiers passages aux stands des deux rivaux pour tenter de le ralentir. Mais « Super Max » comble ses dizaines de milliers de supporters en dépassant facilement la Mercedes no 77 et Hamilton, qui le pourchasse tout au long des 72 tours, n'est jamais en position d'abaisser son aileron arrière mobile, se plaignant même de l'aisance avec laquelle son rival trace son chemin dans le trafic au milieu des retardataires. Alors que Verstappen finit la course en pneus durs, le septuple champion du monde détient le meilleur tour en course depuis le cinquantième tour, quand Bottas, chaussé de neuf au soixante-septième tour, se voit intimer l'ordre de ne pas ravir le point bonus à son leader. Le Finlandais passant outre, Hamilton est contraint de regagner les stands pour la troisième fois, à deux boucles de l'arrivée, après avoir dit « J'ai besoin de ce point ! » afin de reprendre son bien, en 1 min 11 s 097, sous le drapeau à damier. Ainsi, il limite à trois points son retard au championnat sur le pilote Red Bull qui en reprend les commandes. Verstappen dépasse également les 1 000 tours en tête depuis le début de sa carrière. Derrière les trois premiers, Verstappen, Hamilton et Bottas améliorant leur record en partageant un podium pour la dix-huitième fois, tous les autres finissent à au moins un tour du vainqueur. 
Quatrième sur la  grille, Pierre Gasly l'est également à l'arrivée, en maintenant sans difficulté Charles Leclerc derrière lui du début à la fin de l'épreuve ; les cinq premiers sur la grille franchissent la ligne d'arrivée dans le même ordre. Gasly est, par ailleurs, l'auteur d'un beau dépassement sur Fernando Alonso par le haut du banking du virage « Tarzan »  après son premier arrêt, au vingt-huitième tour. Alonso dépasse Carlos Sainz Jr. dans la dernière boucle pour prendre la sixième place. Sergio Pérez, parti de la voie des stands puis victime d'un gros « plat » sur ses pneus qui l'oblige à retourner au box, remonte du fond de peloton, en se jouant notamment des deux McLaren et d'Esteban Ocon, se classe huitième et est élu « pilote du jour ». Ocon, neuvième, devance Lando Norris qui prend le dernier point en jeu. 
Arrivé avec trois points de retard sur Hamilton pour son Grand Prix national, Verstappen (224,5 points) en repart avec trois d'avance sur son rival (221,5 points). Bien loin des deux pilotes en course pour le titre de champion du monde, Bottas (123 points) reprend la troisième place à Norris (114 points). Pérez tient la cinquième place (108 points) alors que Leclerc (92 points) dépasse son coéquipier Sainz (89,5 points), au sixième rang ; suivent Gasly (66 points), Ricciardo (56 points) et Alonso dixième (46 points), talonné par son coéquipier Ocon (44 points). Avec ses deux voitures sur le podium, Mercedes Grand Prix, totalise 344,5 points au championnat des constructeurs et conserve 12 unités d'avance sur Red Bull Racing (332,5 points). Ferrari monte pour la première fois de la saison sur le podium (181,5 points) en délogeant McLaren Racing (170 points). Au cinquième rang, Alpine (90 points) est suivie par AlphaTauri (84 points), Aston Martin (53 points), Williams (20 points) et Alfa Romeo, neuvième avec 3 points quand Haas n'en compte toujours aucun.

## Pneus disponibles
| Pneus pour piste sèche | Pneus pour piste sèche | Pneus pour piste sèche | Pneus pluie    | Pneus pluie |
| ---------------------- | ---------------------- | ---------------------- | -------------- | ----------- |
| Durs (Type C1)         | Medium (Type C2)       | Tendres (Type C3)      | Intermédiaires | Pluie       |

## Essais libres

### Première séance, le vendredi de 11 h 30 à 12 h 30
| Pos. | Pilote           | Voiture        | Chrono         | Écart     |
| ---- | ---------------- | -------------- | -------------- | --------- |
| 1    | Lewis Hamilton   | Mercedes       | 1 min 11 s 500 |           |
| 2    | Max Verstappen   | Red Bull-Honda | 1 min 11 s 597 | + 0 s 097 |
| 3    | Carlos Sainz Jr. | Ferrari        | 1 min 11 s 601 | + 0 s 101 |
| 4    | Charles Leclerc  | Ferrari        | 1 min 11 s 623 | + 0 s 123 |
| 5    | Valtteri Bottas  | Mercedes       | 1 min 11 s 738 | + 0 s 238 |
| 6    | Fernando Alonso  | Alpine-Renault | 1 min 12 s 158 | + 0 s 658 |

### Deuxième séance, le vendredi de 15 h à 16 h
| Pos. | Pilote           | Voiture        | Chrono         | Écart     |
| ---- | ---------------- | -------------- | -------------- | --------- |
| 1    | Charles Leclerc  | Ferrari        | 1 min 10 s 902 |           |
| 2    | Carlos Sainz Jr. | Ferrari        | 1 min 11 s 056 | + 0 s 154 |
| 3    | Esteban Ocon     | Alpine-Renault | 1 min 11 s 074 | + 0 s 172 |
| 4    | Valtteri Bottas  | Mercedes       | 1 min 11 s 132 | + 0 s 230 |
| 5    | Max Verstappen   | Red Bull-Honda | 1 min 11 s 264 | + 0 s 362 |
| 6    | Fernando Alonso  | Alpine-Renault | 1 min 11 s 280 | + 0 s 378 |

### Troisième séance, le samedi de 12 h à 13 h
| Pos. | Pilote          | Voiture          | Chrono         | Écart     |
| ---- | --------------- | ---------------- | -------------- | --------- |
| 1    | Max Verstappen  | Red Bull-Honda   | 1 min 09 s 623 |           |
| 2    | Valtteri Bottas | Mercedes         | 1 min 10 s 179 | + 0 s 556 |
| 3    | Lewis Hamilton  | Mercedes         | 1 min 10 s 417 | + 0 s 794 |
| 4    | Sergio Pérez    | Red Bull-Honda   | 1 min 10 s 526 | + 0 s 903 |
| 5    | Fernando Alonso | Alpine-Renault   | 1 min 10 s 670 | + 1 s 047 |
| 6    | Lando Norris    | McLaren-Mercedes | 1 min 10 s 781 | + 1 s 158 |

- Kimi Räikkönen, testé positif au Covid-19, ne prend pas part à cette session d'essais et doit quitter le circuit de Zandvoort. Robert Kubica, qui le remplace au volant de l'Alfa Romeo C41 pour le reste du weekend, obtient le dix-neuvième et avant-dernier temps[8],[9].

## Séance de qualification

### Résultats des qualifications
| Pos.                                                                                      | Pilote             | Écurie                | Qualifications 1 | Qualifications 2 | Qualifications 3 |
| ----------------------------------------------------------------------------------------- | ------------------ | --------------------- | ---------------- | ---------------- | ---------------- |
| 1                                                                                         | Max Verstappen     | Red Bull-Honda        | 1 min 10 s 036   | 1 min 09 s 071   | 1 min 08 s 885   |
| 2                                                                                         | Lewis Hamilton     | Mercedes              | 1 min 10 s 114   | 1 min 09 s 726   | 1 min 08 s 923   |
| 3                                                                                         | Valtteri Bottas    | Mercedes              | 1 min 10 s 219   | 1 min 09 s 769   | 1 min 09 s 222   |
| 4                                                                                         | Pierre Gasly       | AlphaTauri-Honda      | 1 min 10 s 274   | 1 min 09 s 541   | 1 min 09 s 478   |
| 5                                                                                         | Charles Leclerc    | Ferrari               | 1 min 09 s 829   | 1 min 09 s 437   | 1 min 09 s 527   |
| 6                                                                                         | Carlos Sainz Jr.   | Ferrari               | 1 min 10 s 022   | 1 min 09 s 870   | 1 min 09 s 537   |
| 7                                                                                         | Antonio Giovinazzi | Alfa Romeo-Ferrari    | 1 min 10 s 050   | 1 min 10 s 033   | 1 min 09 s 590   |
| 8                                                                                         | Esteban Ocon       | Alpine-Renault        | 1 min 10 s 179   | 1 min 09 s 919   | 1 min 09 s 933   |
| 9                                                                                         | Fernando Alonso    | Alpine-Renault        | 1 min 10 s 435   | 1 min 10 s 020   | 1 min 09 s 956   |
| 10                                                                                        | Daniel Ricciardo   | McLaren-Mercedes      | 1 min 10 s 255   | 1 min 09 s 865   | 1 min 10 s 166   |
| 11                                                                                        | George Russell     | Williams-Mercedes     | 1 min 10 s 382   | 1 min 10 s 332   |                  |
| 12                                                                                        | Lance Stroll       | Aston Martin-Mercedes | 1 min 10 s 438   | 1 min 10 s 367   |                  |
| 13                                                                                        | Lando Norris       | McLaren-Mercedes      | 1 min 10 s 489   | 1 min 10 s 406   |                  |
| 14                                                                                        | Nicholas Latifi    | Williams-Mercedes     | 1 min 10 s 093   | 1 min 11 s 161   |                  |
| 15                                                                                        | Yuki Tsunoda       | AlphaTauri-Honda      | 1 min 10 s 462   | 1 min 11 s 314   |                  |
| 16                                                                                        | Sergio Pérez       | Red Bull-Honda        | 1 min 10 s 530   |                  |                  |
| 17                                                                                        | Sebastian Vettel   | Aston Martin-Mercedes | 1 min 10 s 731   |                  |                  |
| 18                                                                                        | Robert Kubica      | Alfa Romeo-Ferrari    | 1 min 11 s 301   |                  |                  |
| 19                                                                                        | Mick Schumacher    | Haas-Ferrari          | 1 min 11 s 387   |                  |                  |
| 20                                                                                        | Nikita Mazepin     | Haas-Ferrari          | 1 min 11 s 875   |                  |                  |
| Temps minimal à réaliser pour la qualification : 1 min 14 s 717 (107 % de 1 min 09 s 829) |                    |                       |                  |                  |                  |

### Grille de départ
- Sergio Pérez, auteur du dix-septième temps des qualifications, doit partir depuis la voie des stands après le changement de son moteur : « Compte-tenu de la position de Sergio sur la grille, nous avons décidé, avec l'équipe, de profiter de l'occasion pour installer de nouveaux composants d'unité de puissance sur sa voiture. Comme certaines de ces pièces sont d'une spécification différente, il partira de la voie des stands[11]. » ;
- Nicholas Latifi, auteur du quatorzième temps des qualifications, est pénalisé d'un recul de cinq places sur la grille de départ après le changement de sa boîte de vitesses après les dommages subis lors de son accident, en Q2, quand il est sorti dans le virage no 8, subissant un choc à 38 g ; il devait s'élancer de la dix-neuvième place mais part finalement de la voie des stands puisqu'un museau et un aileron avant de spécification différente sont installés sur sa Williams[12],[11].

## Course

### Classement de la course
| Pos. | no | Pilote             | Écurie                | Tours | Temps/Abandon                      | Grille  | Points |
| ---- | -- | ------------------ | --------------------- | ----- | ---------------------------------- | ------- | ------ |
| 1    | 33 | Max Verstappen     | Red Bull-Honda        | 72    | 1 h 30 min 05 s 397 (204,187 km/h) | 1       | 25     |
| 2    | 44 | Lewis Hamilton     | Mercedes              | 72    | + 20 s 932                         | 2       | 18 + 1 |
| 3    | 77 | Valtteri Bottas    | Mercedes              | 72    | + 56 s 460                         | 3       | 15     |
| 4    | 10 | Pierre Gasly       | AlphaTauri-Honda      | 71    | + 1 tour                           | 4       | 12     |
| 5    | 16 | Charles Leclerc    | Ferrari               | 71    | + 1 tour                           | 5       | 10     |
| 6    | 14 | Fernando Alonso    | Alpine-Renault        | 71    | + 1 tour                           | 9       | 8      |
| 7    | 55 | Carlos Sainz Jr.   | Ferrari               | 71    | + 1 tour                           | 6       | 6      |
| 8    | 11 | Sergio Pérez       | Red Bull-Honda        | 71    | + 1 tour                           | Pitlane | 4      |
| 9    | 31 | Esteban Ocon       | Alpine-Renault        | 71    | + 1 tour                           | 8       | 2      |
| 10   | 4  | Lando Norris       | McLaren-Mercedes      | 71    | + 1 tour                           | 13      | 1      |
| 11   | 3  | Daniel Ricciardo   | McLaren-Mercedes      | 71    | + 1 tour                           | 10      |        |
| 12   | 18 | Lance Stroll       | Aston Martin-Mercedes | 70    | + 2 tours                          | 12      |        |
| 13   | 5  | Sebastian Vettel   | Aston Martin-Mercedes | 70    | + 2 tours                          | 15      |        |
| 14   | 99 | Antonio Giovinazzi | Alfa Romeo-Ferrari    | 70    | + 2 tours                          | 7       |        |
| 15   | 88 | Robert Kubica      | Alfa Romeo-Ferrari    | 70    | + 2 tours                          | 16      |        |
| 16   | 6  | Nicholas Latifi    | Williams-Mercedes     | 70    | + 2 tours                          | Pitlane |        |
| 17   | 63 | George Russell     | Williams-Mercedes     | 69    | Boîte de vitesses                  | 11      |        |
| 18   | 47 | Mick Schumacher    | Haas-Ferrari          | 69    | + 3 tours                          | 17      |        |
| Abd. | 22 | Yuki Tsunoda       | AlphaTauri-Honda      | 48    | Moteur                             | 14      |        |
| Abd. | 9  | Nikita Mazepin     | Haas-Ferrari          | 41    | Hydraulique                        | 18      |        |

### Pole position et record du tour
- Pole position :  Max Verstappen (Red Bull-Honda) en 1 min 08 s 885 (222,580 km/h)[14].
- Meilleur tour en course :  Lewis Hamilton (Mercedes) en 1 min 11 s 097 (215,654 km/h) au soixante-douzième tour ; deuxième de la course, il remporte le point bonus associé au meilleur tour en course[15].

### Tours en tête
- Max Verstappen (Red Bull-Honda) : 64  tours (1-21 / 30-72)[16]
- Valtteri Bottas (Mercedes) : 8 tours  (22-29)

## Classements généraux à l'issue de la course
| Pos. | Pilote             | Écurie                | Points |
| ---- | ------------------ | --------------------- | ------ |
| 1    | Max Verstappen     | Red Bull-Honda        | 224,5  |
| 2    | Lewis Hamilton     | Mercedes              | 221,5  |
| 3    | Valtteri Bottas    | Mercedes              | 123    |
| 4    | Lando Norris       | McLaren-Mercedes      | 114    |
| 5    | Sergio Pérez       | Red Bull-Honda        | 108    |
| 6    | Charles Leclerc    | Ferrari               | 92     |
| 7    | Carlos Sainz Jr.   | Ferrari               | 89,5   |
| 8    | Pierre Gasly       | AlphaTauri-Honda      | 66     |
| 9    | Daniel Ricciardo   | McLaren-Mercedes      | 56     |
| 10   | Fernando Alonso    | Alpine-Renault        | 46     |
| 11   | Esteban Ocon       | Alpine-Renault        | 44     |
| 12   | Sebastian Vettel   | Aston Martin-Mercedes | 35     |
| 13   | Yuki Tsunoda       | AlphaTauri-Honda      | 18     |
| 14   | Lance Stroll       | Aston Martin-Mercedes | 18     |
| 15   | George Russell     | Williams-Mercedes     | 13     |
| 16   | Nicholas Latifi    | Williams-Mercedes     | 7      |
| 17   | Kimi Räikkönen     | Alfa Romeo-Ferrari    | 2      |
| 18   | Antonio Giovinazzi | Alfa Romeo-Ferrari    | 1      |

| Pos. | Écurie                | Points |
| ---- | --------------------- | ------ |
| 1    | Mercedes              | 344,5  |
| 2    | Red Bull-Honda        | 332,5  |
| 3    | Ferrari               | 181,5  |
| 4    | McLaren-Mercedes      | 170    |
| 5    | Alpine-Renault        | 90     |
| 6    | AlphaTauri-Honda      | 84     |
| 7    | Aston Martin-Mercedes | 53     |
| 8    | Williams-Mercedes     | 20     |
| 9    | Alfa Romeo-Ferrari    | 3      |

## Statistiques
Le Grand Prix des Pays-Bas 2021 représente :
- la 10e pole position de Max Verstappen, sa septième de la saison ; à Zandvoort il succède à Nelson Piquet, parti en tête lors du Grand Prix des Pays-Bas 1985[19] ;
- la 70e pole position de Red Bull Racing[20] ;
- la 17e victoire de Max Verstappen, sa septième de la saison[21] ; le précédent vainqueur à Zandvoort avait été Niki Lauda en 1985, qui obtenait là sa 25e et dernière victoire.
- la 72e victoire de Red Bull Racing en tant que constructeur[22] ;
- la 86e victoire de Honda en tant que motoriste[23] ;
- le 90e meilleur tour en course de Mercedes[24].

Au cours de ce Grand Prix :
- Max Verstappen passe la barre des 1 000 tours en tête d'un Grand Prix (1 055 tours en tête)[25] ;
- Max Verstappen gagne son Grand Prix national pour la première fois[26] ;
- Hamilton, Verstappen et Bottas partagent le podium pour la dix-huitième fois, améliorant leur précédent record[27] ;
- Alors qu'il vient d'annoncer que la saison en cours serait la dix-neuvième et dernière de sa carrière, Kimi Räikkönen est testé positif au Covid-19. Le samedi matin, asymptomatique, le Finlandais de 41 ans doit regagner son hôtel en isolement. Robert Kubica le remplace au volant de l'Alfa Romeo C41 pour le reste du weekend[28]. Cas contact, Jost Capito, patron de Williams F1 Team, quitte lui aussi le circuit de Zandvoort[29] ;
- Avec 17 victoires sans avoir encore remporté de titre de champion du monde, Max Verstappen précède le « pilote sans couronne » Stirling Moss (16 victoires et jamais titré)[30] ;
- Sergio Pérez est élu « pilote du jour » à l'issue d'un vote organisé sur le site officiel de la Formule 1[31] ;
- Danny Sullivan (15 Grands Prix chez Tyrrell Racing en 1983, 2 points, vainqueur des 500 miles d'Indianapolis 1985 et champion CART en 1988) a été nommé par la FIA conseiller pour aider dans leurs jugements le groupe des commissaires de course[32].